# 中村獅童 (初代)
初代 中村 獅童（なかむら しどう、1929年〈昭和4年〉9月28日 - 2008年〈平成20年〉10月11日）は、歌舞伎役者、映画プロデューサー。

## 人物
三代目中村時蔵の三男として東京府東京市に誕生。本名は小川 三喜雄（おがわ みきお）。
兄に二代目中村歌昇と四代目中村時蔵がおり、弟に萬屋錦之介と中村嘉葎雄がいる。
かつては「中村獅童」を名乗る歌舞伎役者だったが、14歳になった1943年（昭和18年）10月、歌舞伎座の舞台に出演していた際に大幹部である役者が弟たちに説教し「だからお前達兄弟はダメなんだ」と言ったのを見て「だったら俺がやめてやる」とかつらを投げつけたという。母親が慌てて謝罪に行ったが、三喜雄は謝罪を拒み、そのまま廃業となる。
その後は銀行員として働いていたが、俳優転向した弟の萬屋錦之介、中村嘉葎雄が東映時代劇で人気を博し、母親から「（役おさめや出演料を担当する）奥役というのは大事な仕事」と説得された。そのため東映に入社し、プロデューサーとなって弟たちのバックアップを行った。東映時代劇が衰退し、任侠物・ヤクザ物全盛の時代となると映画界を退き、東映を退職。英語が堪能だったため、輸入会社を経営していたという。
長男の幹弘は長じて歌舞伎役者となり、自らの旧名跡を襲名させて二代目中村獅童とした。息子のために有限会社中村獅童事務所を設立し、会長として采配を振った。
2008年10月11日、胃癌のため東京都内の自宅で死去。79歳没。